# نهال الخطيب
نهال الخطيب ممثلة سورية.

## عن حياتها
من مواليد طرطوس. حصلت علي - شهادة من المعهد العالي للفنون المسرحية 1985. - شاركت كممثلة بالعديد من الأعمال التلفزيونية و السينمائية و المسرحية، بالإضافة إلى عدة أعمال إذاعية. - عضو في نقابة الفنانين منذ عام 1986.

## من أعمالها

### في المسـرح
- المفتش العام
- ليالي الحصاد
- أعراس الخادمات
- بئر القديسين
- النو
- مس جوليا
- إيزابيل
- ثلاثة مراكب و مشعوذ
- علاء الدين و المصباح السحري
- الأقزام السبعة
- مسرحية "صدى"
- مسرحية "غني ..ثلاثة فقراء"

### في الإذاعـــة
- الوجه الآخر.

### في السـينما
- نجوم النهار
- رسائل شفهية
- صهيل الجهات
- ليالي ابن آوى (فيلم)
- صندوق الدنيا

### في التلفزيون
- مسلسل "شجرة النارنج"
- مسلسل "هجرة القلوب إلى القلوب"

- مسلسل "تاج من شوك (مسلسل) "
- مسلسل الزند

### في الدبلجة
- آنسة ناضلي من لحن الحياة
- ويل من روبن هود السهم الناري
- بنات الميتم

## روابط خارجية
- نهال الخطيب على موقع قاعدة بيانات الأفلام العربية